# Sant Fruitós de Carmeniu
Sant Fruitós de Carmeniu, o Sant Fructuós de Carmeniu, és una església sufragània del poble de Carmeniu, en el municipi de Montferrer i Castellbò (Alt Urgell), protegida com a bé cultural d'interès local.

## Descripció
És una església d'una sola nau, capçada a ponent amb capçalera plana. La coberta és de fusta de doble vessant i sosté un llosat i que queda visualment separat de la nau per un trebol de canyís arrebossat. La porta, en arc de mig punt, es troba al mur meridional, prop de la cantonada amb la façana oriental. Aquest mur presenta dos ulls de bou circulars situats en dos nivells de la mateixa vertical de la façana. Corona aquesta façana un campanar d'espadanya de dos ulls. La construcció és rústega de pedres unides amb fang i sense fer filades.

## Història
El lloc de Carmeniu s'ha identificat amb el topònim Kasamuniz que s'esmenta a l'acta de consagració de la catedral de la Seu d'Urgell, l'any 839. Com a indret de la vall de Castellbò, la seva història està íntimament lligada al vescomtat de Castellbò. L'església de
Sant Fruitós és un edifici de l'edat moderna, en el qual no resten vestigis de cap construcció anterior, que l'any 1575 tenia desperfectes al llosat que hom manà reparar. En la visita pastoral realitzada aquest any i en l'efectuada l'any 1758, Sant Fruitós era sufragània de la parroquial de Sant Iscle i Santa Victòria de Turbiàs. L'any 1904, però, fou segregada d'aquesta parròquia i integrada a la de Castellbò.